# Gabriel de Magalhães
Gabriel de Magalhães, qui adopta le nom chinois de An Wensi, Jingming), né en 1610 à Pedrógão Grande (Leiria) au Portugal, et décédé le 6 mai 1677 à Pékin (Chine), est un prêtre jésuite portugais, missionnaire en Chine. Écrivain il est connu également pour les objets mécaniques (y compris horloge et robot) qu’il construisit pour la cour impériale chinoise.  

## Biographie
Descendant du célèbre navigateur Fernand de Magellan, Gabriel de Magalhães étudie à l’université de Coimbra avant d’entrer dans la Compagnie de Jésus (1625). Dès ses premiers années de noviciat jésuite, le jeune Gabriel demande à être envoyé comme missionnaire dans les Indes. Après les études de philosophie – il n’est pas encore prêtre - il s’embarque pour Goa (21 mars 1634) où il arrive la même année. Il y passe six ans et y reçoit l’ordination sacerdotale.
Plus tard, arrivé à Macao (aujourd’hui la Chine) et ayant obtenant le diplôme de ‘maître ès arts’ (à Goa), il y enseigne la philosophie pendant un an. Il est finalement affecté à la mission de Chine au lieu de poursuivre vers le Japon comme initialement prévu.
Le père de Magalhães arrive à Hangzhou en 1640 et, en 1642, se rend à Chengdu, province du Sichuan, pour y œuvrer avec le père Ludovico Buglio, sous la direction duquel il étudie le chinois. Les deux missionnaires resteront longtemps associés. Son œuvre missionnaire porte des fruits jusqu’en 1644, lorsque le prétendant rebelle au trône, Zhang Xianzhong, occupe Chengdu. Estimant que lui aussi devrait avoir des conseillers jésuites – comme les empereurs Mings - Zhang fait pression sur les deux pères pour qu’ils entrent à son service. Ce qu’ils firent.
Magalhães a laissé un récit de ses aventures et de ses souffrances, ainsi que de la destruction de la province du Sichuan et de sa communauté chrétienne.
Avec la défaite et fuite du rebelle Zhang (en 1647) par les forces mandchoues, les deux missionnaires sont suspects, à cause de leur collaboration. Ils sont emmenés à Pékin et emprisonnés. Cependant grâce à l’intervention du père Schall auprès du jeune empereur Shunzhi ils obtiennent la liberté.
Après la mort, à l’âge de 23 ans, de l’empereur Shunzhi (1661) - et pendant la minorité de son fils Kangxi - les attaques de Yang Guangxian contre les jésuites de la ‘Commission d’astronomie’ et de la mission chrétienne conduisent à la 'Persécution des quatre régents' (1661-1671) et à l’emprisonnement à Guangzhou (Canton) de tous les missionnaires étrangers, à l’exception de Buglio, Adam Schall et Ferdinand Verbiest, qui résidaient à Pékin. Pendant les années d’internement, les jésuites de la capitale essayèrent d’obtenir leur libération. La situation des chrétiens et des missionnaires étrangers devient de plus en plus précaire. Néanmoins Magalhães avec son confrère Buglio, entreprit la construction de l’église Saint-Joseph à Pékin (connue sous le nom de ‘Dong Tang’)
Magalhães fut malade durant les trois dernières années de sa vie, souffrance qu’il endura exemplairement.  Il était aimé par ceux qui le connaissaient, ainsi que par les membres de la famille impériale. Il mourut à Pékin le 6 mai 1677. L’empereur Kangxi lui fit l’honneur insigne d’écrire son épitaphe. Il écrit, entre autres : « Ils n’ont rien fait de mal, mais beaucoup de Chinois se sont méfiés d’eux.  Cependant, nous avons toujours su qu’ils sont sincères et dignes de confiance.  Pendant de nombreuses années, nous avons observé attentivement leur comportement et constaté qu’ils n’avaient absolument rien fait de mal.."  Cette reconnaissance impériale publique est à la base de l'édit de tolérance obtenu par les Jésuites en 1692.  
Le père Gabriel de Magalhães est enterré dans le cimetière Zhalan de la mission jésuite, à Pékin.

## Œuvres
Le père de Magalhães possédait un talent extraordinaire pour concevoir des machines avec lesquelles amuser le jeune Kangxi. Ainsi il construisit un robot en figure humaine qui, lorsqu’il était blessé, pouvait marcher pendant quinze minutes et portait un bouclier dans une main, tandis que dans l’autre, il brandissait une épée. Il construisit également un carillon et une horloge qui non seulement donnait l’heure, mais à chaque heure sonnait de manière différente. 
En plus de la relation susmentionnée, il écrivit ‘Doze excellencias da China’, que son confrère français Philippe Couplet emmena en Europe et traduisit en français sous le titre ‘Nouvelle relation de la Chine’ (Paris, 1688). Magalhães et Buglio collaborèrent également au livre chinois de Li Zubo : Tianxue chuangai (un ‘Résumé de la propagation de la doctrine céleste’).

## Écrits
- Doze excellencias da China, 1668.
- Relação da perda e destruição de Provincia e christandade de Su chuen e do que os Padres Luis Bulhio a Gabriel de Magalhães passarão em seu cativerio. Traduit en français en 1688 par l’abbé Claude Bernou et publié sous le titre Nouvelle Relation de la Chine, contenant la description des particularitez les plus considerables de ce grand empire. Republié au XXe siècle pa le Beijing Center for Chinese Studies